# 歌うまぼろし御殿
『歌うまぼろし御殿』（うたうまぼろしごてん）は、1949年（昭和24年）公開のオペレッタ映画。山本嘉次郎が監督。73分、モノクロ。

## 概要
国際劇場にて1950年1月31日から2月13日まで舞台版が上演された。

## 出演者
- 蝶太郎、英雄チョンター、小姓吉三、カウボーイ、ドン・ホセ、西門 慶：水の江瀧子
- ハルミちゃん、ハルミ姫、八百屋お七、テキサス娘、金蓮、ミカエラ：月丘夢路
- 權助爺さん、カチカチ大王：川田晴久
- 黒兵衛さん、ブラックポンポン：見明凡太郎
- オタマ、マタハリ、お七の化身、カルメン、母親：暁テル子
- ホテル・チャランポランのプリマドンナ：喜多川千鶴
- 牧童ナベちゃん：渡辺弘
- キューター、キューター総理：山茶花究
- ボー助、ボーヤー陸相：坊屋三郎
- トン吉、トンキー海相：益田喜頓
- 牛殺しの五郎臧、アロハの首領：横尾泥海男
- 無電局長：高屋朗
- 病院の事務長：乃木半雄
- 神主：左ト全
- 踊る淑女：東山ふき江
- 看護婦：水之也清美
- ホテルの支配人：本田一平
- 踊る闘牛師：清水秀男
- アロハの乾分：稲葉正一
- 松竹歌劇団
- ヤダ・モダンバレー・グループ
- 渡辺弘と楽専スターダスターズ
- 日劇ダンシングチーム

## スタッフ
- 脚本：山本嘉次郎、高柳春雉
- 演出：小田期義、山本嘉次郎（協力）
- 撮影：玉井正夫
- 照明：銀屋謙臧
- 録音：岡崎三千雄
- 美術：松山崇
- 音楽：浅井挙曄
- 演出補佐：本多猪四郎
- 主題歌：コロムビア・レコード
- 作詞：サトウハチロー
- 作曲：浅井拳嘩
- 振付：青山圭男
- 製作：兼松廉吉
- 衣装：井部岐四郎

## 主題歌
コロムビア・レコード
- 「牧場の歌」 …藤山一郎、安藤まり子
- 作詞：サトウハチロー
- 作曲：米山正夫
- 「金蓮の歌」…高峰麻梨子
- 作詞：サトウハチロー
- 作曲：浅井拳嘩